# Villa romana di Can Terrés
La villa romana di Can Terrés è una villa romana rurale rinvenuta a sud del centro abitato nel comune di La Garriga in Catalogna (Spagna), su una terrazza fluviale affacciata sul torrente Congost.
La villa è di fondazione repubblicana e sopravvisse fino al IV o V secolo e conserva una consistente parte delle sue strutture, rappresentando un'importante testimonianza del processo di romanizzazione della regione catalana.
Fu documentata dall'"Associazione catalana di escursioni scientifiche" (Asociación catalanista de excursiones científicas).